# Tommy Lucas
Pour les articles homonymes, voir Lucas.
Tommy Lucas, né le 20 septembre 1895 à St Helens (Angleterre) et mort 11 décembre 1953, est un footballeur anglais, qui évoluait au poste de défenseur à Liverpool et en équipe d'Angleterre.
Lucas n'a marqué aucun but lors de ses trois sélections avec l'équipe d'Angleterre entre 1921 et 1926.

## Carrière
- 1919-1933 :  Liverpool FC

## Palmarès

### En équipe nationale
- 3 sélections et 0 but avec l'équipe d'Angleterre entre 1921 et 1926

### Avec Liverpool
- Vainqueur du Championnat d'Angleterre de football en 1922